# Jeseník (stacja kolejowa)
Jeseník – stacja kolejowa w Jeseníku, w kraju ołomunieckim, w Czechach. Znajduje się na wysokości 460 m n.p.m. i leży na linii kolejowej nr 292.